# 굵은꼬리땃쥐
굵은꼬리땃쥐(Crocidura brunnea)는 땃쥐과에 속하는 포유류의 일종이다. 인도네시아 자와섬과 발리섬에서 발견된다.

## 아종
- Crocidura brunnea brunnea
- Crocidura brunnea pudjonica